# Gasteracantha sturi
Gasteracantha sturi är en spindelart som först beskrevs av Carl Ludwig Doleschall 1857.  Gasteracantha sturi ingår i släktet Gasteracantha och familjen hjulspindlar. Inga underarter finns listade i Catalogue of Life.